# Union des mondes
1 – 57, Ère du Premier Citoyen
322 – 378, Ère de la Fondation
12 390 – 12 446, Ère Galactique
Entités précédentes :
- Royaume de Kalgan
- Première Fondation
- Empire galactique
- Royaumes indépendants

Entités suivantes :
- Royaume de Kalgan
- Première Fondation
- Royaumes indépendants

L'Union des Mondes est, dans le cycle de Fondation d'Isaac Asimov, une organisation galactique fondée par le Mulet en 322 de l'Ère de la Fondation (ce qui deviendra l'an 1 de l'Ère du Premier Citoyen), peu après son coup d'État sur Kalgan. Il établit en même temps la dignité de Premier Citoyen de l'Union, qui sera l'un des rares titres qui survivront à sa mort, environ huit ans plus tard.

## Histoire

### Fondateur et origines
Le Mulet est un mutant né en 294 de l'Ère de la Fondation sur la planète Gaïa, selon ses propres dires. Il possède le pouvoir, tout comme les membres de la Seconde Fondation, de contrôler les émotions, à la différence près que l'aptitude est chez lui innée. Il n'a jamais connu son père et sa mère meurt en le mettant au monde. Il a grandi en vagabond, toujours rejeté à cause d'incidents étranges. Il acquiert la réputation d'être un enfant bizarre. Il ne se rend vraiment compte de sa mutation qu'à 20 ans passés. Il faudra encore attendre pour qu'il se rende compte que les autres n'ont pas ses capacités. Il veut désormais prendre sa revanche sur la Galaxie qu'il l'a tant haï dans son enfance. En 316 E.F., il convertit un pirate et obtient sa première base d'opération sur un astéroïde. Puis, après toute une série de conversions, il convertit le Seigneur de Kalgan et prend le contrôle de la planète.

### Création et expansion
Il fonde l'Union des Mondes et le titre de Premier Citoyen de l'Union, qu'il s'octroie. Grâce à sa nouvelle flotte, et une grande ingéniosité, il marche sur la Première Fondation et se pose sur Terminus l'année suivante. Mais il entend parler de l'existence d'une Seconde Fondation qui serait capable de le vaincre. Il se met alors en tête de la trouver et la détruire. Il prend le contrôle de Néotrantor et des vestiges de l'Empire Galactique, qui disparait donc définitivement après plus de 12 000 ans d'existence. Sur Trantor, Ebling Mis, un psychologue de l'ancienne Première Fondation converti, est sur le point de lui dévoiler involontairement l'emplacement de la Seconde Fondation quand Bayta Darell, que le Mulet aime et n'a pas converti, le tue pour sauver la Galaxie. Le Mulet est vaincu et s'en retourne sur Kalgan pour mettre un terme à sa politique expansive et se consacrer à la recherche de la Seconde Fondation.

### Consolidation et Recherche
Pendant cinq ans, le général Han Pritcher, ancien capitaine de la Première Fondation désormais influencé, effectue sur les ordres du Mulet cinq expéditions vaines à l'autre bout de la Galaxie dans le but de découvrir la Seconde Fondation, située selon Hari Seldon à l'autre bout de la Galaxie, à « Star's End ». Sa sixième expédition le conduit à l'Oligarchie de Tazenda où le Mulet, croyant avoir enfin découvert la Seconde Fondation, envoie les astronefs de l'Union détruire tous les grands centres de Finstellis, la planète-capitale de l'oligarchie du même nom. Elle n'oppose pas de résistance. Puis, se rendant compte qu'il s'est trompé de cible, il envoie ses astronefs vers Rossem, planète rurale soumise à l'oligarchie, pour lui réserver le même sort. Il annule son ordre cinq heures avant le début de l'opération puis rentre sur Kalgan. Il ne recherchera plus jamais la Seconde Fondation. C'est la fin de la Recherche.

### Déclin
À son retour sur Kalgan, le Mulet deviendra un despote éclairé mais devra faire face à de nombreuses révolutions. Cinq ans plus tard, il meurt de mort naturelle due à sa déficience physique et le général Han Pritcher lui succède provisoirement. L'Union est secouée par de nombreuses sécessions, dont la première est celle de la Première Fondation. L'Union reprend le nom de Royaume de Kalgan et de ses millions de monde soumis, il n'en reste finalement plus que 27.

### Guerre stellinienne
Le Seigneur Stettin, grâce à un chercheur de la Première Fondation, pense que le plan Seldon n'existe plus et qu'il est tout désigné pour devenir le nouvel empereur de la Galaxie. Il entame une guerre de six mois contre la Fondation. Il la perdra et se verra obligé de signer, au début de l'année 57 P.C., un traité humiliant : de son pouvoir ne subsiste plus que le titre de Premier Citoyen. La flotte kalganienne est démantelée, les possessions extérieures du Royaume rendues à leur indépendance et les autres soumises à un plébiscite : reprendre leur ancien statut, devenir pleinement indépendant ou rejoindre la confédération commerciale de la Première Fondation. L'Union des Mondes redevient un petit Royaume indépendant sans flotte ni planète sous domination et du puissant Empire du Mulet ne subsiste plus que le titre de Premier Citoyen. Il aura vécu 57 ans.

## Organisation
L'Union des Mondes est une organisation galactique, en fait un Empire autocratique et autoritaire. Grâce à son pouvoir, le Mulet est capable de faire fonctionner un cerveau à « haut rendement », c'est-à-dire qu'il est plus productif, ce procédé est meurtrier pour l'individu sélectionné. Néanmoins, grâce à cette méthode, de nombreuses percées technologiques virent le jour durant son règne, notamment :
- Le dépresseur de champ atomique, une arme obtenue grâce à la mise en haute pression d'un technicien kalganais, capable d'annuler provisoirement l'énergie atomique et qui fut principalement utilisée dans la guerre contre la Fondation ;
- Le Lens, machine à calculer extrêmement complexe projetant sur un écran une reproduction de l'image nocturne du ciel vu de n'importe quel point de la galaxie ;
- L'hypertraceur, invention mise au point par l'un des instituts de recherche fondés par le Premier Citoyen et dont le principe constitue un secret d’État, ce dispositif permet de suivre la progression d'un vaisseau dans l'hyperespace.